# Enghelberto III di Gorizia

Stemma della contea di Gorizia

Enghelberto III di Gorizia (o Enghelberto III di Lurngau o Lurn) (... – 1220) fu conte di Gorizia (1187-1220) e Pisino assieme al fratello Mainardo II di Gorizia il vecchio.

## Biografia
Era figlio di Enghelberto II, conte di Gorizia e di Adelaide van Valley-Wittelsbach.

Nel 1185, morto il conte Mainardo di Schwartzenburg, signore di Pisino, la figlia Matilde di Andechs sposò Enghelberto III; da allora la contea di Pisino entrò a far parte dei domini goriziani.

Da tale unione nacque Mainardo III di Gorizia (futuro Mainardo I di Tirolo-Gorizia).

Alla sua morte, nel 1220, il fratello Mainardo II di Gorizia il vecchio rimase, fino al 1232, il solo padrone della contea di Gorizia e Pisino.